# A Daughter of Eve
A Daughter of Eve é um filme mudo britânico de 1919, do gênero policial, dirigido por Walter West e estrelado por Violet Hopson, Stewart Rome e Cameron Carr. É agora considerado um filme perdido.

## Elenco
- Violet Hopson - Jessica Bond
- Stewart Rome - Sidney Strangeways
- Cameron Carr - Charles Strangeways
- Ralph Forster - John Bond
- Edward Banfield - Sir Hugh Strangeways
- Vesta Sylva - Jessica criança
- Ronald Colman